# شون بارتون
شون بارتون (بالإنجليزية: Shawn Barton)‏ هو لاعب كرة قاعدة أمريكي، ولد في 14 مايو 1963 في لوس أنجلوس في الولايات المتحدة.

## وصلات خارجية
- شون بارتون على موقعبيزبول رفرنس.كوم (الدوري الرئيسي) (الإنجليزية)
- شون بارتون على موقعبيزبول رفرنس.كوم (الدوري الثانوي) (الإنجليزية)
- شون بارتون على موقع مشجعي الرسوم البيانية (الإنجليزية)